# La Grange (Illinois)
La Grange è un comune (village) degli Stati Uniti d'America nella contea di Cook, nello Stato dell'Illinois. È un sobborgo di Chicago, secondo il censimento del 2010 conta 15 550 abitanti.

## Geografia fisica
Questo comune, con lo status di village, è situato 21 chilometri a ovest di Chicago, ed è attraversato da due linee ferroviarie.